# Ophiogona laevigata
Ophiogona laevigata är en ormstjärneart som beskrevs av Studer 1876. Ophiogona laevigata ingår i släktet Ophiogona och familjen fransormstjärnor. Inga underarter finns listade i Catalogue of Life.